# Swell (Gloucestershire)
Swell – gmina (civil parish) w Anglii, w hrabstwie Gloucestershire, w dystrykcie Cotswold. Leży 36 km na wschód od miasta Gloucester i 122 km na północny zachód od Londynu. Składa się z dwóch wsi: Lower Swell i Upper Swell.